# Recea (Maramureș)
Recea (ungarisch Lévárdfalva) ist eine Gemeinde im Kreis Maramureș in Rumänien. Sie besteht aus fünf Dörfern: Recea (Lénárdfalva) dem Gemeindezentrum, Bozânta Mică (Klein-Böschendorf), Lăpușel (Hagymáslápos), Mocira (Láposhidegkút) und Săsar (Zazár).

## Geografie
Die Gemeinde Recea liegt 5 Kilometer westlich von Baia Mare und ist quasi Teil ihres Ballungsraums.

## Geschichte
Der Ort Recea wurde erstmals 1828 urkundlich erwähnt.

## Bevölkerung
In der Gemeinde leben nahezu ausschließlich Rumänen. Bei der Volkszählung von 2011 hatte die Gemeinde 6000 Einwohner, davon waren 2955 Männer und 3045 Frauen. 94,8 % der Einwohner gehören der Ethnie der Rumänen an, 1,1 % sind Roma und 4 % sind Ungarn.

## Sehenswürdigkeiten
- Im eingemeindeten Dorf Mocira die 1930 errichtete Dorfschule; steht unter Denkmalschutz.[5]